# Яздаускас, Альгимантас
Альгимантас Яздаускас (лит. Algimantas Jazdauskas; 1936, Клайпеда — 2021, Вильнюс) — литовский журналист и историк.

## Биография
В 1954 году окончил Тытувенайскую среднюю школу, в 1959 году — историко-филологический факультет Вильнюсского университета по специальности журналистика.
С 1958 года — корреспондент еженедельника «Литература и искусство», с 1960 по 1974 год — корреспондент, заведующий отделом, член редколлегии газеты «Komjaunimo tiesa». С 1974 года — заместитель главного редактора журнала «Tarybų darbas». После реорганизации этого журнала в 1990 году стал заместителем редактора издания «Valstybės žinios», главным корреспондентом возрожденной газеты «Lietuvos aidas», обозревателем газеты «Bičiulystė». С 1992 года — ответственный секретарь газеты, с 1997 года — журнала «Geležinkelininkas». Писал в основном о праве, морали, исследованиях проблем исторического прошлого. В 2010 году был награждён медалью «За заслуги перед журналистикой».
Умер 8 января 2021 года в Вильнюсе от болезни сердца.